# 瑞耶 (德塞夫勒省)
瑞耶（法語：Juillé，法語發音：[ʒɥije]）是法国德塞夫勒省的一个市镇，属于尼奥尔区。

## 地理
瑞耶（46°6'58"N, 0°13'1"W）面积4.87 平方千米，位于法国新阿基坦大区德塞夫勒省，该省份为法国西部内陆省份，北起曼恩-卢瓦尔省，西接旺代省，南至夏朗德省和滨海夏朗德省，东临维埃纳省。
与瑞耶接壤的市镇（或旧市镇、城区）包括：普瓦图地区阿涅尔、布托讷河畔布里尤、昂西涅、维勒福莱。

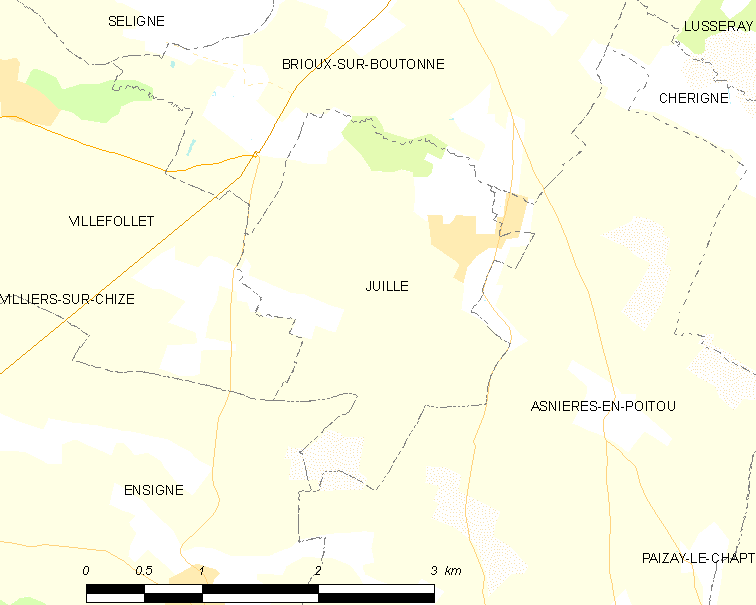
的OSM定位图

瑞耶的时区为UTC+01:00、UTC+02:00（夏令时）。

## 行政
瑞耶的邮政编码为79170，INSEE市镇编码为79142。

## 政治
瑞耶所属的省级选区为米尼翁-布托讷县。

## 人口

1962-2008年间人口变化图示

瑞耶于2022年1月1日时的人口数量为99人。